# Shōzō Tsugitani
Shōzō Tsugitani (jap. 継谷 昌三, Tsugitani Shōzō; * 25. Juni 1940; † 2. Juni 1978) war ein japanischer Fußballspieler.

## Nationalmannschaft
1961 debütierte Tsugitani für die japanische Fußballnationalmannschaft. Tsugitani bestritt 12 Länderspiele und erzielte dabei vier Tore. Mit der japanischen Nationalmannschaft qualifizierte er sich für die Olympischen Spiele 1964.